# Морвайл ап Киндруин
Морвайл ап Киндруин (валл. Morfael ap Cyndrwyn; род. ок. 515 года) — старший сын Киндруина Догвелингского. В середине VI века его отцу удалось захватить северо-восток Думнонии (современный Сомерсет) и создать там государство Гластенинг. Морвайл стал первым правителем «Летней страны» (с англ. Summer Country и с валл. Gwlad yr Haf) — так её называл Гильда Премудрый. Возможно, Морвайл умер в 577 году в битве при Деорхаме. Вероятно, Морвайл является тем самым Мелегантом из Артуровского цикла.